# Merkjárfoss
De Merkjárfoss is een waterval in het zuiden van IJsland. Deze waterval wordt ook wel de Gluggafoss (raamwaterval) genoemd. De Merkjá valt van een klif naar beneden dat vlak na de laatste ijstijd eens deel van de IJslandse kust uitmaakte. Direct links van de waterval is en zogenaamde dike te zien, een restant van wat eens een scheur in de aardkorst is geweest dat met lava was opgevuld. Na het stollen van de lava bleef er een zeer harde basaltstructuur over dat slechts langzaam weg erodeert. Een paar honderd meter naar het westen ligt de Þórðarfoss.